# Bionectria zelandiae-novae
Bionectria zelandiae-novae är en svampart som beskrevs av Schroers 2001. Bionectria zelandiae-novae ingår i släktet Bionectria och familjen Bionectriaceae.   Inga underarter finns listade i Catalogue of Life.